# Lista odcinków serialu anime Digimon Tamers
Poniższa lista zawiera opis odcinków serialu anime Digimon Tamers.
| #  | Tytuł | Premiera             |
| -- | --- | -------------------- |
| 01 | Guilmon Comes Alive Guilmon is Born! The Digimon that I Created (ギルモン誕生！僕の考えたデジモン)                                         | 1 kwietnia 2001      |
| 02 | Digimon, Digimon Everywhere You're my Friend! Introducing Terriermon (君はぼくのともだち テリアモン登場!)                                  | 8 kwietnia 2001      |
| 03 | To Fight or Not to Fight Renamon VS Guilmon! Battle is a Digimon's Life (レナモン対ギルモン！戦いこそがデジモンの命)                       | 15 kwietnia 2001     |
| 04 | It Came From the Other Side A Tamer's Trial! Defeat Gorimon! (テイマーの試練！ゴリモンを倒せ！)                                            | 22 kwietnia 2001     |
| 05 | Dream a Little Dream Kuru-Kuru! Let's Play with Culumon! (くるっくるーん！クルモンと遊ぼ！)                                                | 29 kwietnia 2001     |
| 06 | O Partner, Where Art Thou? The Meaning of Parters! Renamon Evolves (パートナーの意味 レナモン進化！)                                       | 6 maja 2001          |
| 07 | Now You See It, Now You Don't Crisis for Guilmon! The Adventure in my Town (ギルモンが危ない！ ぼくの町の冒険)                             | 15 maja 2001         |
| 08 | A Question of Trust Guilmon Evolves! Decisive Battle in West Shinjinku (ギルモン進化！西新宿大決戦)                                        | 20 maja 2001         |
| 09 | Not as Seen on TV Please Revert to Guilmon! The Growmon Incident (ギルモンに戻って！グラウモン騒動)                                        | 27 maja 2001         |
| 10 | The Icemon Cometh Renamon is my Friend! Ruki's Hesitation (レナモンは友達！留姫の迷い)                                                     | 3 czerwca 2001       |
| 11 | Much Ado About Musyamon Shinjinku Railroad Bridge...Duel for a Minute and a Half! (新宿大ガード １分３０秒の対決！)                        | 10 czerwca 2001      |
| 12 | Divided They Stand Ruki and Renamon, The Crisis of the Bond! (ルキとレナモン きずなの危機！)                                               | 17 czerwca 2001      |
| 13 | Juggernaut The Order to Capture the Digimon! The Sinister Foreboding (デジモン捕獲指令！災いの頼ｴ)                                         | 24 czerwca 2001      |
| 14 | Grow Mon Grow Tamers Stand! Megalo Growmon...Super Evolution! (テイマーよ立て！メガログラウモン超進化)                                     | 1 lipca 2001         |
| 15 | Snakes, Trains, and Digimon Giant Heavy Appearance, Great Edo Line, Great Panic (巨大ヘビ出現！大江戸線大パニック)                         | 8 lipca 2001         |
| 16 | Back to Nature, Back to Battle Protect the Light of the Town! Dangerous Camp of the Digimon (街の灯を守れ！デジモンたちの危険なキャンプ)   | 15 lipca 2001        |
| 17 | Duel With the Deva Chase the Blue Card! The Rapidmon Moment (ブルーカードを追え！ ラピッドモン電光石火)                                    | 29 lipca 2001        |
| 18 | Digital Beauty Beautiful Evolution! Taomon Dances in the Moonlight (美しき進化！ 月光に舞うタオモン)                                       | 5 sierpnia 2001      |
| 19 | Impmon's Last Stand We Would Like to Become Strong! Rise, Impmon! (強くなりたい！ 這い上がれインプモン)                                    | 12 sierpnia 2001     |
| 20 | Out of the Blue What is the Trump Card? Blue Card of Friendship (切り札はこれだ！友情のブルーカード)                                       | 19 sierpnia 2001     |
| 21 | Jeri's Quest Juri's Partner!? The Leomon Way (樹莉のパートナー !? 私のレオモン様)                                                          | 26 sierpnia 2001     |
| 22 | The Boar Wars Vikaramon Appears! Protect my Town! (ヴィカラーラモン登場 僕たちの街を守れ！)                                                | 2 września 2001      |
| 23 | A World Apart Digimon Combat Mission! Advancing while Facing the Wind (デジモン総出撃！風に向かって進め)                                   | 9 września 2001      |
| 24 | The Journey Begins To the Digital World…The Day of Departure (デジタルワールドへ・・・・旅立ちの日)                                        | 16 września 2001     |
| 25 | Brave New Digital World Enter the Digital World! Goodbye to Our City (デジタルワールド突入！さらば僕たちの街)                              | 23 września 2001     |
| 26 | Kazu and Kenta's Excellent Adventure Little World! Jijimon and Babamon in the Strong Wind Valley (小世界 ! 風の強い谷のジジモン・ババモン) | 30 września 2001     |
| 27 | Motorcycle Madness Impmon Evolves! The Shudder of Beezlebumon the Dark Lord (インプモン進化! 魔王ベルゼブモンの戦慄)                       | 7 października 2001  |
| 28 | Blame It on Ryo The Legendary Tamer (伝説のテイマー)                                                                                       | 14 października 2001 |
| 29 | Goliath Here is the Chost Castle! The Great Escape of Stray Culumon (ここは幽霊の城 ! 迷えるクルモン大脱出)                                | 21 października 2001 |
| 30 | The Imperfect Storm Urgent Message from the Digital World! Culumon is… (デジタルワールドからの緊急連絡 クルモンが …)                       | 28 października 2001 |
| 31 | Kazu's Upgrade Friendship with Guardromon! Tamer Hirokazu, "So, do I fight?" (ガードロモンとの友情 ! 僕も戦うテイマーヒロカズ)             | 4 listopada 2001     |
| 32 | Shibumi Speaks The Mystery of Guilmon's Birth! The Mystic Water Space (ギルモン誕生の謎！ 神秘なる水の宇宙)                                | 10 listopada 2001    |
| 33 | Rabbit Transit Where is Terriermon? Suchion goes to the Digital World! (テリアモンはどこ ! 小春デジタルワールドへ)                         | 18 listopada 2001    |
| 34 | Lionheart The Kind-Hearted Hero, Leomon Dies (心優しき勇者レオモン死す!)                                                                   | 25 listopada 2001    |
| 35 | Give a Little Bit The Name is Dukemon! Holy Mega Evolution (その名はデュークモン!真なる究極進化)                                           | 2 grudnia 2001       |
| 36 | The Battle Within Final Fight! Dukemon vs. Beezlebumon (決戦!デュークモン対ベルゼブモン)                                                   | 9 grudnia 2001       |
| 37 | No Mon is an Island Battle with Zhuqiaomon! Saint Galgomon, Mega Evolution (対決スーツェーモン ! セントガルゴモン究極進化)                 | 16 grudnia 2001      |
| 38 | Azulongmon Explains It All True Enemy Gets to Move! Battle the Four Holy Beasts (動き出した真の敵 ! 四聖獣の戦い)                          | 23 grudnia 2001      |
| 39 | Song of Sakuyamon Whirling Ultimate Flower! Sakuyamon Evolves (舞い散る究極の花！サクヤモン進化)                                           | 30 grudnia 2001      |
| 40 | Janyu's Ark Shining Evolution! Culumon's Release (進化の輝き シャイニング・エボリューション)                                               | 6 stycznia 2002      |
| 41 | Homeward Bound The Return to the Real World (帰還 リアル・ワールドへ！)                                                                    | 13 stycznia 2002     |
| 42 | Reunion A City Attacked by the D-Reaper (デ・リーパに襲われた街)                                                                           | 19 stycznia 2002     |
| 43 | Beelzemon's Big Day Connected Minds! Beezlebumon's Revival (つながる心。復活のベルゼブモン)                                                | 27 stycznia 2002     |
| 44 | The Messenger The Mysterious Girl! Bringer of Miracles, Dobermon (謎の少女 ??)                                                             | 3 lutego 2002        |
| 45 | The D-Reaper's Disguise Stand Up to the D-Reaper! Charge into the Zone (デ・リーパーに立ち向かえ ゾーン突入 !)                             | 17 lutego 2002       |
| 46 | When is a Mon Justimon? New Ultimate Warrior! Justimon Appears (爽やかな究極戦士 ジャスティモン見参！)                                     | 24 lutego 2002       |
| 47 | His Kingdom for a Horse Save Dukemon! Grani Scramble (デュークモンを救え！グラニ緊急発進)                                                  | 3 marca 2002         |
| 48 | Shadow of the Beast King The Power to Save Juri! Beezlebumon's Fist (樹莉を守る力、ベルゼブモンの拳)                                       | 17 marca 2002        |
| 49 | D-Reaper's Feast Destruction of the Capitol! Culumon's Wish (首都壊滅！クルモンの願い)                                                     | 17 marca 2002        |
| 50 | Jeri Fights Back Crimson Warrior! Save the People you Love (紅蓮の騎士よ愛するものたちを救え！)                                            | 24 marca 2002        |
| 51 | Such Sweet Sorrow Dreaming Power is our Future! The Biggest Dreamer (夢見る力こそ 僕らの未来)                                              | 31 marca 2002        |